# Tanytarsus bathyryptus
Tanytarsus bathyryptus är en tvåvingeart som beskrevs av Jean-Jacques Kieffer 1925. Tanytarsus bathyryptus ingår i släktet Tanytarsus och familjen fjädermyggor.
Artens utbredningsområde är Tyskland. Inga underarter finns listade i Catalogue of Life.